# Otto Roquette
Otto Roquette (Krotoszyn, 19 aprile 1824 – Darmstadt, 18 marzo 1896) è stato uno scrittore e filologo tedesco.

## Biografia
Otto Roquette nacque a Krotoszyn, in Posnania, allora provincia prussiana. Figlio di un consigliere del tribunale distrettuale, si trasferì a Bromberg (l'attuale Bydgoszcz) nel 1834; successivamente, dal 1846 al 1850, studiò filologia e storia a Heidelberg, a Berlino e ad Halle. Dopo alcuni viaggi in Svizzera e in Italia, si trasferì a Berlino nel 1852. Divenne insegnante a Dresda l'anno successivo. Tornò a Berlino nel 1857 e nel 1862 divenne professore di storia letteraria all'Accademia militare prussiana fino a quando ottenne una cattedra all'Accademia professionale (l'attuale Università tecnica di Berlino) nel 1867. Nel 1868 entrò a far parte della corporazione studentesca Vandalia-Teutonia Berlin. Dal 1869 insegnò al Politecnico di Darmstadt (l'attuale Università tecnica della città). Nel 1893 fu nominato al Geheimrat. Roquette fece amicizia con lo scrittore tedesco Paul Heyse; i due erano membri del gruppo letterario Der Rütli.
Lo stile pseudo-romantico ed epigonico di Roquette e l'atmosfera molto fiabesca dei suoi componimenti sono rappresentativi della Butzenscheibenlyric di Roquette. Dal 1850 in poi, le sue opere furono estremamente popolari e particolarmente amate negli ambienti conservatori. La sua poesia post-rivoluzionaria fu un deliberato allontanamento dai versi politicamente sfumati del periodo Vormärz. Il suo celebre poema epico sui temi dell'amore, del vino e della giovinezza, Waldmeisters Brautfahrt, apparve per la prima volta nel 1851 e riscosse un successo eccezionale per l'epoca, apparendo in più di 50 diverse edizioni nell'arco dei successivi trent'anni.
Le opere letterarie di Roquette furono studiate e apprezzate da molti poeti compositori di Lied, come Pauline Volkstein; il suo poema Noch ist die blühende, goldene Zeit, pubblicato nel 1851, fu riadattato in una melodia popolare relativamente celebre, composta dal musicista Wilhelm Baumgartner. Roquette fu, inoltre, uno scrittore di novelle, un drammaturgo, uno storico della letteratura e scrisse anche alcuni testi autobiografici.
Otto Roquette morì a Darmstadt nel 1896, a 71 anni; per quanto all'epoca avessero riscosso apprezzamenti su larga scala, le opere di Roquette sono state valutate negativamente dalla critica letteraria delle generazioni successive, che le ha considerate troppo banali e superficiali, tanto che ai giorni nostri lo stesso Roquette risulta essere molto poco conosciuto.

## Opere
- 1850: Walpurgis
- 1851: Orion
- 1851: Waldmeisters Brautfahrt (poema epico)
- 1852: Liederbuch (ripubblicato con il titolo Poems nel 1859)
- 1852: Der Tag von St. Jakob
- 1853: Das Reich der Träume
- 1854: Herr Heinrich
- 1855: Haus Haidekuckuck (poema epico)
- 1855: Das Hünengrab
- 1858: Heinrich Falk (novella)
- 1959: Erzählungen
- 1860: Leben und Dichten Johann Christian Günther's (lavoro biografico ad uso scolastico)
- 1862: Neue Erzählungen
- 1864: Susanne
- 1866: Die Legende von der heiligen Elisabeth (testo di un'opera lirica composta da Franz Liszt)
- 1867: Luginsland
- 1867: Pierrot
- 1867–76: Dramatische Dichtungen
- 1868: Krachmost
- 1869: Das Paradies
- 1870: Novellen
- 1871–75: Welt und Haus (novella)
- 1873: Gevatter Tod
- 1873: Rhampsinit
- 1873: Die Schlangenkönigin
- 1877: Euphrosyne (novella)
- 1878: Das Buchstabirbuch der Leidenschaft (novella)
- 1878: Im Hause der Väter (novella)
- 1879: Geschichte der Deutschen Dichtung von den ältesten Denkmälern bis auf die Neuzeit (trattato di storia della letteratura ad uso scolastico)
- 1879: Die Prophetenschule (novella)
- 1883: Friedrich Preller
- 1884: Neues Novellenbuch
- 1884: Das Haus Eberhard
- 1884: Unterwegs
- 1884: Tage des Waldlebens
- 1884: Baum im Odenwald
- 1887: Große und kleine Leute in Alt-Weimar
- 1890: Frühlingsstimmen
- 1890: Des Lebens Mummenschanz
- 1892: Ul von Haslach
- 1894: Siebzig Jahre (autobiografia)
- 1895: Sonderlinge
- 1896: Krethi und Plethi
- 1896: Von Tag zu Tage (postumo)